# Via Jacobi
Via Jacobi, nazywana czasem Szwajcarską Drogą św. Jakuba – szwajcarski odcinek paneuropejskich szlaków św. Jakuba prowadzących do Santiago de Compostela. Przebiega z Jeziora Bodeńskiego do Genewy. Ważniejsze miasta mijane po drodze to m.in.: Konstancja, Lucerna, Rüeggisberg i Fryburg.